# Зсувна підлога
Зсувна підлога — система транспортування, що приводиться у дію гідроприводом рухомої підлоги для переміщення інертних та сипучих матеріалів, піддонів та будь-яких інших вантажів.
Зсувна підлога може використовуватися в якості транспортної системи в напівпричепах, у складських приміщеннях. Зсувні підлоги автоматизують процес завантаження-вивантаження, усувають необхідність в автонавантажувачах і в їх заїзді всередину напівпричепа при завантаженні-вивантаженні вантажу на піддонах. Зсувні підлоги напівпричепа швидко вивантажують сипучі та інертні матеріали без підняття кузова напівпричепа, як це робиться в звичайних самосвальних напівпричепах з підняттям кузова за допомогою гідроциліндра.

## Принцип дії
Зсувна підлога розділена на групи по три довгі (в напівпричепі - на всю довжину кузова) вузькі планки-профілі підлоги.
Кожна третя планка зблокована в одну групу під поверхнею, що контактує з вантажом. Зблокована група планок синхронно приводиться в рух вперед і назад гідравлічним приводом. Якщо планки пронумеровати, то перша зблокована група - це планки номер 1, 4, 7,10, ..., друга - 2, 5, 8, 11, ..., і третя - 3, 6, 9, 12, ...
Додатково всі планки зсувної підлоги зблоковані разом для одночасного руху вперед і назад.
Принцип дії сзувної підлоги можна описати наступними кроками:
Крок 1. Всі групи планок (тобто, вся зсувна підлога) зсуваються синхронно в одному напрямку (на довжину одного ходу-циклу, наприклад, 20 см). При цьому вантаж, що лежить на них, зсувається в тому самому напрямку.
Крок 2. Перша зблокована група планок (тобто кожна третя) робить хід-цикл в протилежному напрямку. Пересунутий на Кроці 1 вантаж при цьому залишається лежати без руху на двох інших зблокованих групах за рахунок сили тертя.
Крок 3. Друга зблокована група планок робить хід-цикл в тому самому напрямку, що і перша (Крок 2). Вантаж залишається на місці.
Крок 4. Третя зблокована група планок робить хід-цикл в тому самому напрямку, що і перша (Крок 2). Вантаж як і раніше залишається без руху.
Крок 5. Повторюється Крок 1. 
Вищевказаними кроками проводиться рух вантажу в обох напрямках.

## Використання в напівпричепах
Матеріал планок зсувної підлоги напівпричепа - алюміній або сталь (залежить від характеру вантажу).
Кузов напівпричепа зі зсувною підлогою додатково має в передній частині кузова клапан-передню стінку з гнучкого матеріалу, яка під час розвантаження пересувається по кузову, забезпечуючи повне вивантаження сипучого матеріалу. При цьому на підлозі напівпричепа не залишається ніяких залишків вантажу. 
Висуваючи такий борт на середину кузова напівпричепа, можна перевозити комбіновані вантажі за одну поїздку: сипучий матеріал і вантаж на піддонах.
Вивантаження напівпричепа довжиною 13.6 м займає 5-15 хвилин. Напівпричіп зі зсувною підлогою може розвантажуватися в будівлях з низькими стелями (що неможливо звичайним самоскидним напівпричіпом), а також на нерівній поверхні (де звичайний самоскидний напівпричіп має ризик перекидання).

## Рухома підлога
Подібну систему має зсувна підлога виключно для пересування піддонів. В ній зазвичай використовуються дві групи зблокованих планок, де одна група піднімає вантаж з достатнім зусиллям, щоб інша група могла повернутися у вихідне положення. Після того, як піднімаюча група планок опускається і вертається у вихідне положення, обидві групи (тобто вся підлога) рухаються разом, переміщаючи таким чином весь вантаж. Вага вантажу може становити до 30 тонн і швидкість переміщення до 4 м/хв.